# Celama albirufa
Celama albirufa är en fjärilsart som beskrevs av William Schaus 1905. Celama albirufa ingår i släktet Celama och familjen trågspinnare. Inga underarter finns listade i Catalogue of Life.